# Náměstí bratří Synků metróállomás
Náměstí bratří Synků egy tervezett metróállomás az építés alatt lévő D metróvonalon. A Bratří Synků tér alatt lesz található, az építkezést 2024 áprilisában kezdik meg. 2029-ben fog megnyílni.
Tizenhárom méter mélyen fog elhelyezkedni, két kijárata lesz.

## Szomszédos állomások
A metróállomáshoz az alábbi állomások vannak a legközelebb:
- Náměstí Míru (Náměstí Míru)
- Pankrác (Depo Písnice)

## Átszállási kapcsolatok
| (Náměstí Míru ↔ Depo Písnice) |                                                                    |                                   |
| Állomás                       | Átszállási kapcsolatok                                             | Fontosabb létesítmények           |
| Náměstí bratří Synků          | 193 2, 3, 5, 6, 11, 14, 16, 17, 18, 19, 21, 24, 32, 92, 95, 97, 98 | Nuselský sörfőzde Park Fidlovačka |